# 野中カオリ
野中 カオリ（のなか かおり、 7月31日 - ）は、日本の女性声優。北海道出身。
2001年6月まで声の劇団イマージュに所属していた。また2003年1月10日からはアーク・ライツ（アズリード）に所属していた。その後フェザードに所属していた。

## 出演作品

### ゲーム
- CROSS†CHANNEL PS2版（山辺美希）
- しろがねの鳥籠（ビビ）
- ディジタル・ホームズ（サラ・スタンフォード）
- 転生學園月光録（帝梨河）

### ドラマCD
- 盟勇機バディオーン（ブロンティス、有明リン）
- P.B.LオリジナルドラマCD オレ達が勇者さま!?（ルフト、ヴィント）

### ナレーション
- 恐竜探検ハンドブック（アスキー）CO-ROM
- マルチメディア徹底活用法（アスキー）CO-ROM
- 日本空想紀行（アスキー）CO-ROM
- 子供図書館
  - 青少年オリンピックセンター内放送番組（Bちゃん）
  - 青少年オリンピックセンター内放送番組
- 『i-diet』WEB番組ナビゲーター
- 三井住友海上保険V-CARE販促ビデオ（ビッキー）

### ラジオドラマ
- 水谷優子のアニメ探偵団2（中山アナウンサー、DJ）
- センチメントの季節
- 『ｍｏｏｎ　ｄｒｏｐｐｅｄ　～月落～』（井筒 あや）
- 『Ｓｈａｎｇｈａｉ　Ｎｏｏｎ』（奥村 渚）
- 『オレたちイジワルケイ』ＦＭ　ＦＵＪＩ
- 『盟勇機バディオーン』ブロンティスほか
- 『ｂｌａｄｅ　ｇｉｚｏｋｕ』マリュート・ヤクフ
- 『盟勇機バディオーン２ｎｄ』ブロンティス　柏木リン
- 『盟勇機バディオーン３ｒｄ』ブロンティス　柏木リン

### ラジオCM
- 日焼けサロンスプラッシュ（インターＦＭ）
- Ｔｏｋｙｏジャミン（インターＦＭ）

### 舞台
- 『母の詩　愛の歌』朗読・語り
- 『夢人たちの詩』夏木　由香
- 『Back　Stage』女優B